# Carrizalito, Amatenango de la Frontera
Carrizalito är en ort i Mexiko.   Den ligger i kommunen Amatenango de la Frontera och delstaten Chiapas, i den sydöstra delen av landet, 900 km sydost om huvudstaden Mexico City. Carrizalito ligger 1 300 meter över havet och antalet invånare är 126.
Terrängen runt Carrizalito är bergig norrut, men söderut är den kuperad. Runt Carrizalito är det ganska tätbefolkat, med 96 invånare per kvadratkilometer. Närmaste större samhälle är Motozintla de Mendoza, 12,6 km väster om Carrizalito. I omgivningarna runt Carrizalito växer huvudsakligen savannskog.